# Kaiserdamm

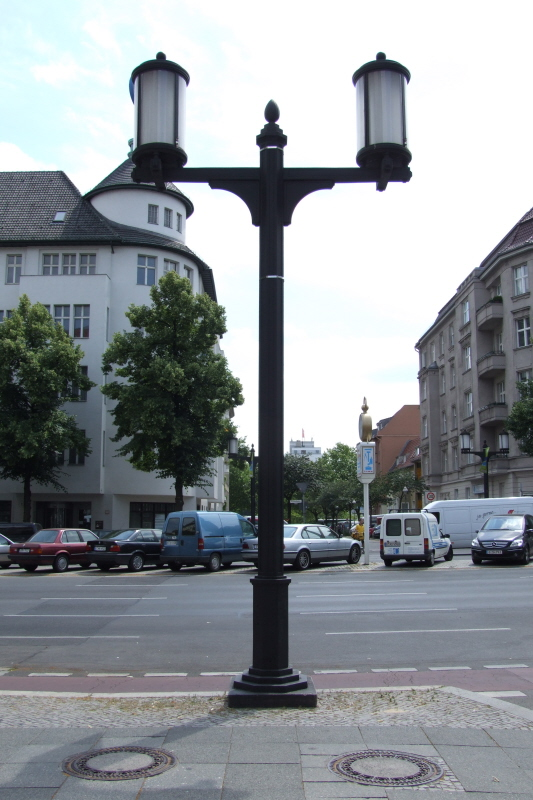
Straatlantaarns geplaatst in het kader van de aanleg van de Oost-West-As van de Brandenburger Tor tot aan de Theodor-Heuss-Platz

De Kaiserdamm is een straat in het Berlijnse stadsdeel Charlottenburg en Westend, genoemd naar de initiatiefnemer van de straat, keizer Wilhelm II.
Tot 1904 liep er slechts een onverharde zandweg naar de Lietzensee. Op vraag van Wilhelm II werd in het verlengde van de Bismarckstraße een 50 meter brede boulevard aangelegd, die in 1906 voor het verkeer geopend werd.
De Kaiserdamm begint in het oosten aan de Sophie-Charlotte-Platz en is de voortzetting van de stratenas Unter den Linden – Straße des 17. Juni – Bismarckstraße. In het westen eindigde de Kaiserdamm oorspronkelijk aan de Preußenallee en omvatte ook een deel van de huidige Heerstraße. Sinds maart 1950 vormt de Theodor-Heuss-Platz het westelijk einde.

## Bekende inwoners
- Cato Bontjes van Beek, verzetsstrijdster
- Ferdinand Bruckner, toneelmaker
- Alfred Döblin, auteur en arts
- Otto Dix, schilder
- Hermann Göring, oorlogsmisdadiger
- Erich Maria Remarque, schrijver